# Mistrzostwa Panamerykańskie Juniorów w Bobslejach 2025
Mistrzostwa Panamerykańskie Juniorów w Bobslejach 2025 – zawody o tytuł mistrza Panameryki juniorów w bobslejach, które w ramach zawodów Pucharu Ameryki Północnej odbyły się w dniach 3–6 grudnia 2024 r. w amerykańskim Park City. Łącznie rozstrzygnięto trzy z planowanych czterech konkurencji, tj. monoboby kobiet, dwójki kobiet oraz dwójki mężczyzn (z wyłączeniem czwórek mężczyzn). W każdej konkurencji wyłoniono także medalistów w kategorii U23.

## Wyniki

### Monoboby kobiet
- Data: 3 grudnia 2024

| Pozycja | U23    | Zawodniczka    | Reprezentacja     | 1. ślizg | 1. ślizg | 2. ślizg | 2. ślizg | Czas łączny | Strata |
| Pozycja | U23    | Zawodniczka    | Reprezentacja     | Czas     | Pozycja  | Czas     | Pozycja  | Czas łączny | Strata |
| ------- | ------ | -------------- | ----------------- | -------- | -------- | -------- | -------- | ----------- | ------ |
| złoto   | złoto  | Emily Bradley  | Stany Zjednoczone | 53.69    | 1.       | 53.63    | 1.       | 1:47.32     | –      |
| srebro  | srebro | Adanna Johnson | Jamajka           | 54.33    | 2.       | 54.19    | 2.       | 1:48.52     | +1.20  |

### Dwójki kobiet
- Data: 6 grudnia 2024

| Pozycja | U23   | Zawodniczki                     | Reprezentacja     | 1. ślizg | 1. ślizg | 2. ślizg | 2. ślizg | Czas łączny | Strata |
| Pozycja | U23   | Zawodniczki                     | Reprezentacja     | Czas     | Pozycja  | Czas     | Pozycja  | Czas łączny | Strata |
| ------- | ----- | ------------------------------- | ----------------- | -------- | -------- | -------- | -------- | ----------- | ------ |
| złoto   | złoto | Emily Bradley Hannah Cunningham | Stany Zjednoczone | 51.14    | 1.       | Odwołano | Odwołano | 51.14       | –      |

### Dwójki mężczyzn
- Data: 3 grudnia 2024

| Pozycja | U23    | Zawodnicy                                       | Reprezentacja     | 1. ślizg | 1. ślizg | 2. ślizg | 2. ślizg | Czas łączny | Strata |
| Pozycja | U23    | Zawodnicy                                       | Reprezentacja     | Czas     | Pozycja  | Czas     | Pozycja  | Czas łączny | Strata |
| ------- | ------ | ----------------------------------------------- | ----------------- | -------- | -------- | -------- | -------- | ----------- | ------ |
| złoto   | złoto  | Grady Mercer Seth Baylus                        | Stany Zjednoczone | 49.20    | 1.       | 49.16    | 1.       | 1:38.36     | –      |
| srebro  | srebro | Gustavo dos Santos Ferreira André Luiz da Silva | Brazylia          | 49.95    | 3.       | 50.14    | 2.       | 1:40.09     | +1.73  |
| brąz    | –      | Shane Pitter Tyreek Bucknor                     | Jamajka           | 49.93    | 2.       | 50.83    | 3.       | 1:40.76     | +2.40  |

### Czwórki mężczyzn
- Data: 6 grudnia 2024

Rywalizacja została odwołana.

## Klasyfikacja medalowa
| Miejsce | Państwo           |   |   |   | Razem |
| ------- | ----------------- | - | - | - | ----- |
| 1.      | Stany Zjednoczone | 6 | 0 | 0 | 6     |
| 2.      | Jamajka           | 0 | 2 | 1 | 3     |
| 3.      | Brazylia          | 0 | 2 | 0 | 2     |